# شق فانينيستيل

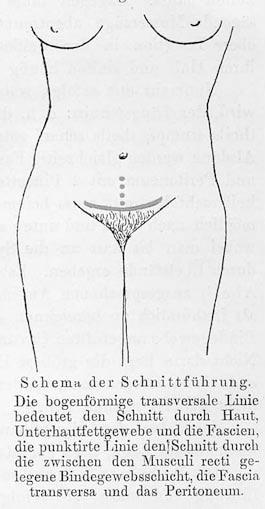
أول وصف لشق فانينستيل.

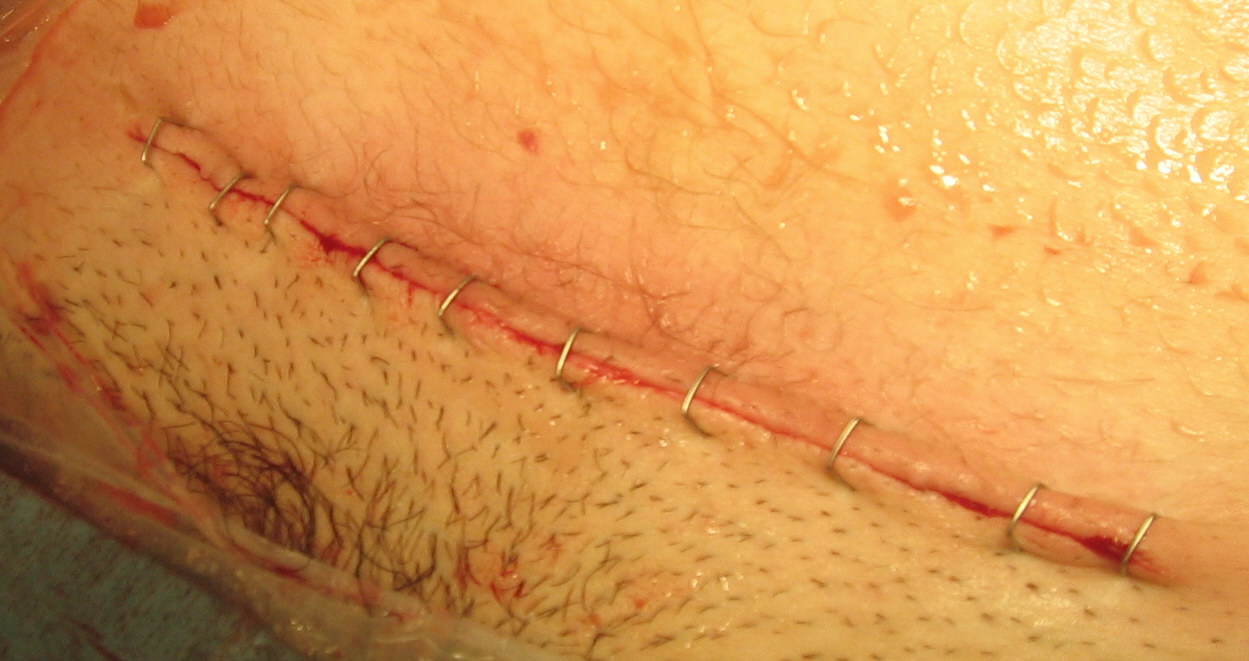
شق فانينستيل لعملية ولادة قيصرية تم إغلاقه بغرز جراحية. كما تظهر الأجزاء العليا لجبل العانة وشعر العانة أسفل الصورة.

شق فانينستيل (بالإنجليزية: Pfannenstiel incision) (/[invalid input: 'icon']ˈfɑːn[invalid input: 'ɨ']nʃtiːl/) هو شق جراحي يسمح بالوصول إلى منطقة البطن. ونظرًا لأن المناطق الظاهرة من هذا الشق تكون محدودة، فإن ذلك الشق لا يُستخدم إلا إذا كانت الجراحة تستهدف الأعضاء الموجودة في منطقة الحوض. ويوفر شق فانينستيل صورة واضحة لمركز الحوض، ولكن تقتصر المناطق الظاهرة منه على أطراف الحوض وأسفل البطن، وبالتالي فإن ذلك يقلل من مدى فعالية هذا الشق في جراحات سرطان الجهاز التناسلي عند النساء. ويضطر الجراح إلى عمل شق أفقي (قليل الانحناء) أعلى منطقة الارتفاق العاني مباشرة. وعادة ما يُعرف هذا الشق باسم «شق خط البكيني». ومن الأسباب الشائعة لاستخدام هذا الشق الجراحي عمليات الولادة وعلاج الفتق. وعادةً ما يُفضَّل استخدام شق فانينستيل عن غيره من الشقوق لأسباب جمالية، حيث إن شعر العانة يُغطي الندبة بعد الجراحة. ولذا، فإن هذا الشق مفيد جدًا للنساء اللواتي يفضلن إظهار الجزء السفلي من البطن. كما أن هذا الشق لا يشوه السرة، ويلتئم أسرع من الشق الرأسي التقليدي.

## أصل التسمية
على الرغم أن كلمة فانينيستيل Pfannenstiel تعني في الألمانية «يد المقلاة»، فإن اسم «شق فانينيستيل» ليس له علاقة بمكان الشق أو شكله. ولكن اسم هذا الشق مشتق من اسم طبيب أمراض النساء الألماني هيرمان يوهانس فانينستيل (1862م–1909م).

## وصلات خارجية
- Pfannenstiel incision نسخة محفوظة 27 يناير 2013 على موقع واي باك مشين.